# Aświnowie
Aświnowie (sanskryt: अश्विन्, trl. aśvin, posiadacz koni, osoba związana z końmi) – w mitologii indyjskiej para niebiańskich bliźniąt, wedyjskich bogów
Aświnowie pojawiają się na niebie bezpośrednio przed świtem. Ich złoty rydwan ciągną ptaki lub konie. 
Siostrą tych bliźniąt jest Uszas.
Pełnili także funkcję lekarzy bogów i strażników nieśmiertelności. Są dawcami wszelkiej pomyślności. 